# Port lotniczy Pagadian
Port lotniczy Pagadian (IATA: PAG, ICAO: RPMP) – krajowy port lotniczy położony w Pagadian, na Filipinach.

## Linie lotnicze i połączenia
| Linia Lotnicza | Kierunek  |
| -------------- | --------- |
| Cebgo          | 1. Cebu   |
| Cebu Pacific   | 1. Manila |